# マダラフルマカモメ

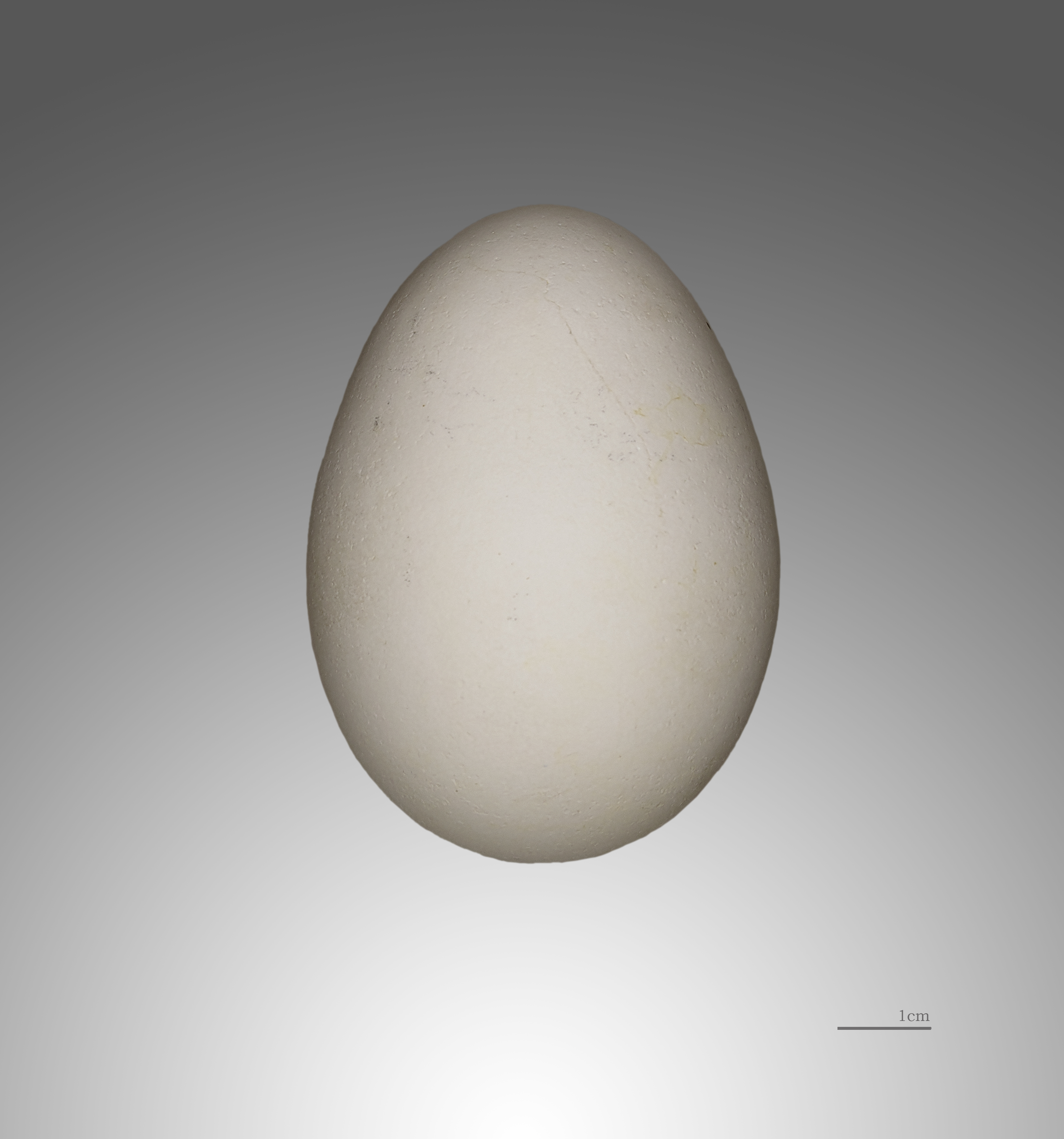
Daption capense

マダラフルマカモメ（斑管鼻鸌、斑フルマ鴎、学名：Daption capense）は、ミズナギドリ目ミズナギドリ科に分類される鳥類の一種。 

## 分布
南極大陸とその周辺の島々、ニュージーランド沖の島々で繁殖する。非繁殖期には、南大西洋、南インド洋、南太平洋を北上するが、赤道を越えることはほとんどない。
日本では迷鳥として、千葉県沖で1例本種と考えられる観察記録がある。

## 形態
体長約39cm。翼開長約86cm。頭部から頸と尾は黒色。背中からの体の上面は白地に黒い斑がまだら状に入る（これが和名の由来である）。翼は部分的に黒い箇所があるほかは白色。翼の下面も白色である。嘴と足は黒色。
雌雄同色である。

## 生態
繁殖期以外は海洋で生活する。
食性は動物食で、オキアミなどの甲殻類、魚類、軟体動物などを捕食する。また、鳥類の死骸を食べることもある。
繁殖形態は卵生。繁殖期はコロニーを形成し、岩のくぼみなどに1卵を産む。雌雄交替で抱卵し、抱卵期間は約50日である。